# Markersdorf (Penig)
Markersdorf ist ein Ortsteil der Stadt Penig im Landkreis Mittelsachsen (Freistaat Sachsen). Der Ort wurde am 1. Juli 1964 nach Thierbach eingemeindet. Mit diesem wurde Markersdorf am 1. Januar 1999 ein Ortsteil der Stadt Penig.

## Geografie
Markersdorf liegt zwischen Penig an der Zwickauer Mulde im Osten und der Landesgrenze zu Thüringen im Westen, welche in diesem Bereich den östlichsten Punkt des Altenburger Lands und zugleich Thüringens darstellt. Neumarkersdorf liegt südöstlich des Orts am Westufer der Zwickauer Mulde.

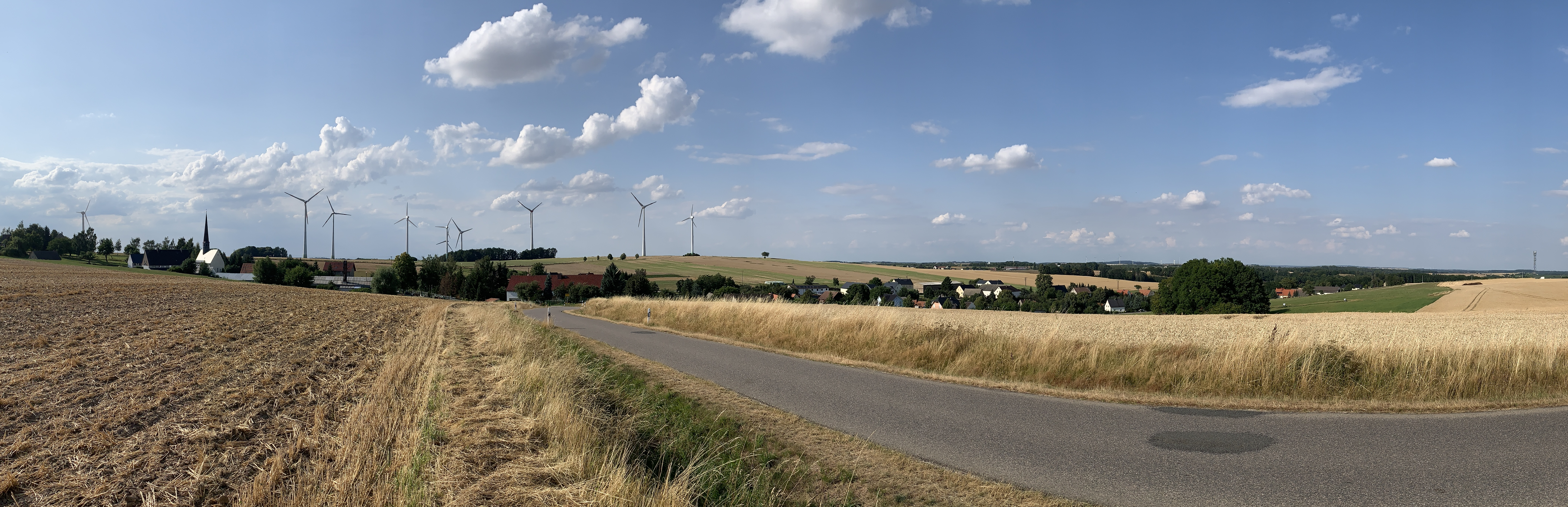
Panoramabild

## Geschichte

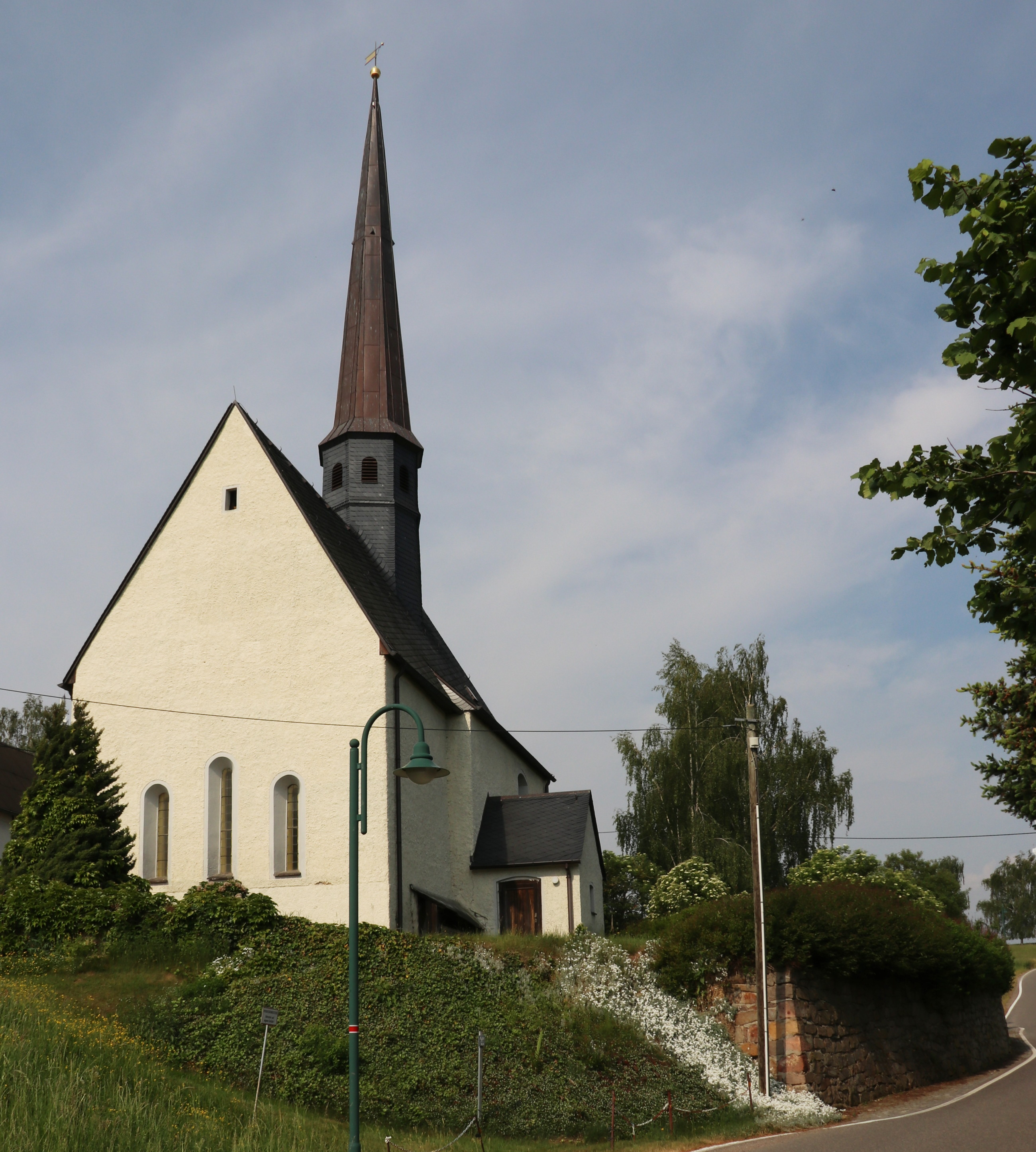
Dorfkirche Markersdorf

Markersdorf wurde als zweiseitiges Reihendorf mit Waldhufenflur um 1200 von deutschen Bauern angelegt. Der Ort wurde erstmals im 14. Jahrhundert als „Marcwardestorp“ in einer in Merseburg ausgefertigten Urkunde erwähnt. Weitere Ortsnamenformen sind „Margwarstorff“ (1357), „Marcquardistorff“ (1366) und „Markirstorff“ (1436), was „Dorf eines Markwart“ bedeutet. Die Kirche und der Friedhof wurden im Jahr 1404 durch den Burggrafen Albrecht von Leisnig gestiftet. Bis 1546 war das Pfarrgut von Markersdorf ein Mannlehngut, welches auch die Erbgerichte über den Ort hatte. Danach war Markersdorf ein Amtsort im Amt Penig, das im Jahr 1543 durch Tausch an das Haus Schönburg gekommen war, jedoch als „Schönburgische Landesherrschaft“ unter der Oberhoheit des albertinischen Kurfürstentums Sachsen stand. 1835 wurde Markersdorf mit dem Amt bzw. der Herrschaft Penig in das königlich-sächsische Amt Rochlitz integriert. Ab 1856 gehörte Markersdorf zum Gerichtsamt Penig und ab 1875 zur Amtshauptmannschaft Rochlitz.
Mit der Neugliederung der Länder der DDR in 14 Bezirke und der zweiten Kreisreform wurde die Gemeinde Markersdorf im Jahr 1952 dem neu gebildeten Kreis Rochlitz im Bezirk Chemnitz (ab 1953: Bezirk Karl-Marx-Stadt) zugeordnet. Die Eingemeindung nach Thierbach erfolgte am 1. Juli 1964. Mit diesem kam Markersdorf im Jahr 1994 zum Landkreis Mittweida. Am 1. Januar 1999 wurde Markersdorf mit der Eingemeindung von Thierbach ein Ortsteil der Stadt Penig.

## Verkehr
Markersdorf liegt zwischen der Bundesstraße 175 im Westen und der Bundesautobahn 72 im Osten, die sich nordöstlich des Orts in der Abfahrt „Penig“ kreuzen. Die Strecke der Muldentalbahn verläuft durch den Ortsteil Neumarkersdorf.